# Alleanza Elettorale România Înainte
L'Alleanza Elettorale România Înainte (abbreviato A.Ro, traducibile in italiano come Romania Avanti) è stata una coalizione politica ed elettorale rumena, che mirava a sostenere la candidatura di Crin Antonescu alle elezioni presidenziali del 2025.

## Storia
In seguito all'annullamento delle elezioni presidenziali del 2024, i partiti della maggioranza europeista che sosteneva il secondo governo di Marcel Ciolacu — il Partito Nazionale Liberale, il Partito Social Democratico, l'Unione Democratica Magiara di Romania e le minoranze etniche — hanno trovato un accordo, il 23 dicembre 2024, per sostenere un candidato unitario alle elezioni presidenziali del 2025. La scelta è ricaduta su Crin Antonescu, Presidente ad interim nel 2012, ex Presidente del Senato rumeno e deputato, nonché Presidente del PNL tra il 2009 e il 2014.
Ogni partito ha poi convalidato internamente la candidatura: il consiglio nazionale del PNL il 26 gennaio 2025, il consiglio dei rappresentanti dell'UDMR il 29 gennaio 2025 e il congresso del PSD il 2 febbraio 2025.
Il 19 febbraio 2025 i tre partiti hanno concluso l'accordo per la regolamentazione del funzionamento dell'alleanza e hanno avviato la campagna per la raccolta firme per consentire la candidatura di Antonescu. A.Ro è stata registrata formalmente presso l'ufficio elettorale centrale il 22 febbraio.
Antonescu ha presentato la candidatura all'ufficio elettorale il 9 marzo 2025, allegando le firme di 1,7 milioni di sostenitori e si è contestualmente dimesso dal PNL.
Il 5 maggio 2025 Antonescu ha ottenuto un risultato inferiore alle aspettative, giungendo terzo con il 20,07% dietro al candidato sovranista George Simion e all'europeista Nicușor Dan. In seguito all'esito del primo turno il Primo ministro Marcel Ciolacu ha rassegnato ufficialmente le dimissioni irrevocabili invista di un ritiro del PSD dagli incarichi di governo. In tal senso, al fine di sostituire provvisoriamente la posizione vacante di capo del governo, il Presidente della Romania ad interim Ilie Bolojan ha nominato il Secondo Vice Primo ministro e Ministro degli Affari interni, Cătălin Predoiu.
In seguito, in vista del secondo turno delle presidenziali, il PNL e l'UDMR hanno dato indicazione di voto per Dan, mentre il PSD ha deciso di non sostenere alcun candidato.

## Obiettivi
L'articolo 6 del protocollo di costituzione definiva gli obiettivi dell'alleanza:
- La partecipazione comune alle elezioni del 4 maggio 2025 per l'elezione del Presidente e all'eventuale turno di ballottaggio.
- Il coordinamento delle attività tra i partiti per vincere le elezioni.
- Il rifiuto del radicalismo violento e dell'estremismo in tutte le sue forme, assicurando una forza politica in grado di riaffermare il profondo attaccamento ai principi e ai valori comuni promossi dall'appartenenza all'Unione europea e alla NATO.
- La garanzia della stabilità e dell'equilibrio politico interno, promuovendo valori e principi pro-europei ed euro-atlantici in relazione alle sfide attuali.